# 前置胎盤
前置胎盤（Placenta praevia）是指妊娠28周后，胎盘附着于子宫下段，其下缘达到或覆盖宫颈内口，位置低于胎先露部的一种病理状态。症狀包括在懷孕後半段的出血，血液多半是鮮紅色，流血時不會疼痛。併發症包括植入性胎盤、可能會造成休克的低血壓、或是產後出血。胎兒的併發症包括有宫内生长受限。
危險因子包括高齡妊娠、抽菸，以及前一胎有剖腹產、引產、終止妊娠等經驗。可以通過超音波診斷。前置胎盤被歸類為孕期妊娠併發症。
若針對懷孕週數不到36週且僅有少量出血的前置胎盤孕婦，會建議臥床休息，並且避免性交；而懷孕超過36週或出血量大的孕婦，則一般建議實施剖宮產。懷孕週數不滿36週，可以給予皮質類固醇以加速嬰兒肺部的發育。妊娠早期發生的前置胎盤案例可能可以自行復原。
前置胎盤對妊娠的影響約0.5%。然而如果經歷了四次剖宮產後，前置胎盤對妊娠的影響則提高到10%。前置胎盤的發病率在20世紀末和21世紀初期有所增加；最初是在1685年由Paul Portal所發表。

## 症狀與體徵
前置胎盤常伴隨有無痛的、鮮紅色陰道出血出現。該症狀常出現於妊娠32週左右，但也可提早於妊娠第二期（第四至六月）末出現。超過一半的（51.6%）有前置胎盤的產婦出現產前出血症狀。一般來說，一開始產婦會有輕微出血，而隨後可能因胎盤剝離面積增大而增加。若產婦妊娠24週後出現出血症狀，則應考慮為前置胎盤。約22%的前置胎盤產婦出現產後出血。
有前置胎盘的产妇也有可能出现胎儿无法進入骨盆的现象。

## 成因
前置胎盤的確切原因仍未知。據推測，這與由先前創傷、手術或感染引起的瘢痕形成或萎縮引起的子宮內膜異常血管形成有關。這些因素可能會降低下段內膜的差異性生長，導致隨著妊娠週數進展時胎盤向上移動的幅度減小。

### 危險因子
| 危險因子               | Odds ratio |
| ---------------------- | ---------- |
| 產婦年齡≥40歲（<20歲） | 9.1        |
| 非法藥物               | 2.8        |
| ≥1次剖宮產經驗         | 2.7        |
| 胎次≥5（與頭胎相比）   | 2.3        |
| 胎次 2–4（與頭胎相比） | 1.9        |
| 有流產過               | 1.9        |
| 抽煙                   | 1.6        |
| 先天性異常             | 1.7        |
| 男胎（與女胎相比）     | 1.1        |
| 妊娠高血壓             | 0.4        |

下列為目前定義的前置胎盤危險因素：
- 前次妊娠曾有前置胎盤（復發率4-8％）[13]、剖宮產[14]、子宮肌瘤切除術（英语：myomectomy）[10]或由子宮刮除（英语：Dilation and curettage）（D&C）引起的子宮內膜損傷[13]。
- 年齡小於20歲女性的風險較高、年齡大於35歲女性則會隨著年齡的增長而風險增加。
- 懷孕期間使用酒精曾被列為風險因素[15]。
- 有多胎孕產史的婦女，特別是密集懷孕的婦女，因子宮損傷而有較高風險[10]
- 吸煙和懷孕（英语：孕期吸煙）[16]、懷孕期間使用可卡因[17][18]
- 懷有雙胞胎或新生兒溶血症胎兒的孕婦有較高風險
- 人種是一個有爭議的風險因素，一些研究發現亞洲和非洲的人風險較高，其他研究則沒有發現任何差異。
- 胎盤病理學因素[13]
- 嬰兒處於不尋常的胎位：臀位或橫向

前置胎盤也是造成植入性胎盤的風險因子。

### 分類
傳統上使用四個級別來分類前置胎盤，不過目前最常見的分類是分為是「重型」（major）和「輕型」（minor）的狀況
| 種類 | 說明                                     |
| ---- | ---------------------------------------- |
| 輕型 | 胎盤位於子宮下段，但下緣不覆蓋內側子宮頸 |
| 重型 | 胎盤位於子宮下段，下緣覆蓋內側子宮頸     |

之外前置胎盤也可以分類為：
完全性前置胎盤：胎盤完全覆蓋子宮頸時
部份性前置胎盤： 胎盤部分覆蓋子宮頸。
邊緣性前置胎盤：當胎盤在子宮頸邊緣附近，離子宮頸內口約2釐米。

## 診斷
前置胎盤確認前可能有出血的狀況發生。進行腹部檢查通常會發現子宮無彈性、柔軟而放鬆。 由於胎盤處於異常位置，進行腹部四段式觸診時可能會發現胎兒處於斜或臀位或橫躺。約35％的案例發現胎位不正。若知道有前置胎盤的狀況下須避免由陰道的檢驗。

### 驗證
胎盤前置的狀況可以用超音波確認。與經腹部超音波相比，經陰道超音波具有更高的準確性，因此可以測量胎盤和子宮頸口之間的距離。相較起來，傳統的前置胎盤分類就顯得過時了
錯誤判讀可能是由於以下原因：
- 脹滿的膀胱壓迫到子宮下段
- 胎盤較低導致子宮肌層收縮異常
- 由於子宮的生長差異性，造成妊娠早期時的低位狀況，在第三孕期時可能恢復正常

在這種情況下，在檢測後的15-30分鐘內需重複施測檢驗。
沒有超音波檢測的地區，通常會在外科手術室進行檢查來確診。在手術房處理的時機非常重要。如果女性沒有嚴重出血，通常可以到孕期第36週時才進行手術。到這個時候，寶寶的生存機會就像是足月一樣良好。

## 照護
有必要進行初步評估以確定母體和胎兒的狀況。雖然照護前置胎盤的常規為母親在孕期第一次出血直到胎兒出生時都得在醫院休養，但現在則有研究認為，如果胎兒在孕期30週後，且母體與胎兒間無壓力推擠的狀況下，則去門診治療前置胎盤也是安全可行的。需即刻分娩的狀況發生在胎兒已成熟、或胎兒與母體間存有壓力推擠狀況下。可能需要血容量置換（維持血壓）和血漿置換（以保持纖維蛋白原水平）。
考慮到早產風險較高，在孕期第24-34週時可用皮質類固醇

### 分娩
前置胎盤的分娩方法取決於母體、胎兒和超音波結果等臨床狀況。在較輕微的程度（傳統的一級和二級分類）是可以進行陰道分娩的。皇家婦產科學院建議胎盤距離子宮頸口至少2釐米才可嘗試陰道分娩。當試圖進行陰道分娩時，產科醫生和麻醉師都會在現場待命。在胎兒窘迫和較大程度（傳統的三級和四級分類）的前置胎盤情況下需實行剖腹產，除了有瀰漫性血管內凝血（DIC）的情況。分娩時產科醫生可能會需要破壞前端的胎盤，在此狀況下母體的預估失血量會很大量，因此需先備好血品。在少數情況下，可能需要進行子宮切除術。

## 併發症

### 產婦
- 產前出血
- 胎位不正
- 胎盤位置異常
- 產後出血
- 前置胎盤會增加產褥感染和產後出血的風險，因為胎盤附著較下方，使得產婦在分娩後子宮會收縮得不太好。

### 胎兒
- 宫内生长受限（IUGR，發生率15%）[13]
- 缺氧
- 早產
- 死亡

## 流行病学
在美国，估计有0.28-0.55%的孕妇患有前置胎盘，在中国这一数字估计为1.24%。